# Nerv vag
Nervul vag (x) este un nerv cranian mixt, senzitivo-motor, cu origine în bulbul rahidian. Vagul a fost numit istoric și nerv pneumogastric. Transportă fibre senzoriale care creează o cale de interacțiune cu controlul parasimpatic al inimii, plămânilor și tractului digestiv. Cuprinde doi nervi, nervii vagi stâng și drept, dar sunt de obicei denumiți colectiv ca un singur subsistem. Vagul este cel mai lung nerv al sistemului nervos autonom din corpul uman și cuprinde atât fibre senzoriale, cât și fibre motorii. Fibrele senzoriale provin din neuronii ganglionului nodos, în timp ce fibrele motorii provin din neuronii nucleului motor dorsal al vagului și ai nucleului ambiguu. Nucleii săi sunt nucleul ambiguu, nucleul dorsal motor vagal, nucleul solitar. Are funcția de inervare branhiomotorie a mușchilor faringeali și laringeali (cu excepția mușchiului stilofaringian, inervat de nervul glosofaringean). Este nervul principal al sistemului nervos vegetativ și comandă viscerele, fiind sursa fibrelor nervoase parasimpatice pentru toate organele interne toracale și abdominale până la splenic flexure. De asemenea, controlează parțial epiglota. O funcție importantă este și controlul mușchilor vocii. Este situat în foramenul jugular și. este implicat în procesele de autoreglare și homeostazie a organismului. Nervul vag joacă un rol important și în variabilitatea ritmului cardiac. Totodată, se mai cunoaște că este implicat și în procesul de relaxare, odată ce reacția de luptă sau fugă a sistemului nervos simpatic este dezactivată. O perspectivă de seamă asupra nervului vag/pneumogastric îi aparține doctorului și profesorului Stephen Porges, a cărui teorie polivagală pune în evidență două subdiviziuni ale nervului vag: 
- calea vagală ventrală (sau calea ventrală a nervului vag), implicată în procesul de autoreglare, echilibru și liniștire a organismului și
- calea vagală dorsală (sau calea dorsală a nervului vag), implicată în reacția la stres cunoscută sub numele de "freeze" (îngheț, lipsă de reacție), opusă celei de luptă sau fugă.

În același timp, dr Porges este și teoreticianul conceptului de paradox vagal. Nervul vag/pneumogastric este, în același timp, împărțit în alte două subdiviziuni: 
- nervul vag subdiafragmatic (ramura nervului vag care conectează zone ale trunchiului cerebral cu organe situate sub diafragmă) și

- nervul vag supradiafragmatic (ramura nervului vag care conectează zone ale trunchiului cerebral cu organe, spre exemplu bronhiile, inima, situate deasupra diafragmei).

În prezent, se întreprind tot mai multe cercetări asupra nervului vag și asupra implicării sale în vindecarea traumelor emoționale cu efecte somatice și se consideră, totodată, că are o implicare majoră în cazurile de remisiuni spontane.